# Nothofagus menziesii
Nothofagus menziesii é uma espécie de árvore endêmica da Nova Zelândia, que pode atingir 30 metros de altura. Seu nome vulgar em língua inglesa é silver beech.

## Descrição
Nothofagus menziesii é uma árvore perene da família Nothofagaceae. Atinge uma altura de até 30 metros, com um tronco medindo até 1 a 2 m de diâmetro. Em florestas subalpinas, normalmente cresce até uma altura de 12 m, com um diâmetro de 80 cm. Os troncos são geralmente retos ou ligeiramente curvos, com copas estreitas. No entanto, quando cresce em áreas abertas, os indivíduos tendem a desenvolver ramificações extensas mais próximas do solo, resultando em copas largas e espalhadas. Sua casca é lisa e tem uma cor cinza-prateada em árvores jovens, com lenticelas horizontais, tornando-se gradualmente mais sulcadas nas árvores à medida que amadurecem. A espécie tem uma vida útil estimada de 600 anos.